# Remetea, Bihor
Remetea (în maghiară Magyarremete) este satul de reședință al comunei cu același nume din județul Bihor, Crișana, România.

## Date geografice
Satul Remetea (1422 Remethe) este situat în sud-estul județului Bihor, la 71 km de Oradea,  în Depresiunea Beiuș, sub Depresiunea Valea Roșia, la altitudinea medie cuprinsă între 400 și 800 m.

## Denominație și datare documentară
Prima atestare documentară a satului apare în anul 1422 sub numele de Remethe, urmând ca de-a lungul timpului să aibă mai multe denumiri, astfel: în 1445 Magyarremethe, Olahremethe, 1650 Belsö Remete, 1692 Remete, 1702 Belényes Remete, 1828 Remete, iar în anul 1913 Magyarremete.

## Lăcașuri de cult
- Biserica Reformată-Calvină este un monument cu istorie incă incertă. De plan dreptunghiular, cu nava tavanita, are absida semicirculara la interior si poligonala la exterior, ceea ce tradeaza o influenta bizantina. De asemenea, are un turn-clopotnita pe latura vestica. Picturile din tinda, comentate cu inscriptii chirilice, dovedesc apartenenta initial ortodoxa a monumentului (evanghelisti, Maica Domnului cu pruncul). Picturile murale din nava si absida (apostoli, sfinții regi Ștefan și Ladislau, respectiv sfântul Emeric) trădează influența tiroleză (cca 1420). Ancadramentele gotice, ca si stilul picturilor din navă si absidă, permit datarea monumentului anterior anului 1400.
- Biserica Ortodoxă (construită în jur de 1788).